# Диба Алла Георгіївна
Алла Гоцик (Диба) (нар. 29 травня 1951, м. Київ) — літературознавець, поетеса, прозаїк-есеїст, публіцист, літературний критик.

## Життєпис
Народилася 29 травня 1951 р. у м. Києві. Дитинство і юність майбутньої письменниці та вченого пройшли у місті Буча Київської області.
Закінчила філологічний факультет Київського національного університету ім. Т. Г. Шевченка. 26 років пропрацювала науковцем у Київському музеї Лесі Українки. Від 2000 року — науковий співробітник Відділу рукописних фондів і текстології Інституту літератури ім. Т. Г. Шевченка НАН України. Член НСПУ з 1999 року (учасник літоб'єднання НСПУ «Радосинь»). Дослідник Лесі Українки та її оточення. У 1990-х роках брала активну участь в роботі Бучанської філії Союзу Українок (керівник Лідія Біла).

## Творчість
Була з 1996 року дописувачкою газет "Наша віра", "Слово і час", та інших.
- Повість «Далека принцеса: Дітям про Лесю Українку» (1999 р., додаток до газети «Українська мова та література»)
- Поетична збірка «Заметіль яблунева» (2003 р.)
- Книга документальних есеїв «Сподвижники: Леся Українка у колі соціал-демократів» (2003 р.)
- Сотні літературознавчих публікацій у періодиці та наукових збірниках

Окремі літературні твори публікувалися у збірниках, антологіях, альманахах, журналах, газетах та на інтернет-ресурсах.
Учасниця Бук-фестів у Бородянці, Макарові, «Книжкової Бучі», дипломант фестивалю-конкурсу «Просто так» та обласного фестивалю авторської поезії та пісні «Малишкові стежки — 2015».
Постійно бере участь в роботі Жіночого товариства ім. Ольги Басараб та Олени Теліги (заступник голови, ОУН), Жіночого Товариства ім. Анни Регіни (НСПУ), Клубу поетів Бучі.

## Нагороди
- 2 місце у номінації «Кращий поет-аматор», (14 листопада 2015 р.)
- 2 місце у номінації «Присвяти» VI-го літературного фестивалю-конкурсу «Поетичний рушник» (2 листопада 2016 р.)
- переможець конкурсу «Літературний Олімп» (2 місце у номінації «Нариси про людей», фестиваль «ІрпіньBookFest», 29 вересня — 1 жовтня 2017 р.
- дипломант фестивалю «ІрпіньBookFest», 16 — 20 травня 2018 р.)
- 2 місце у номінації «Мій рідний край» VII-го літературного фестивалю-конкурсу «Поетичний рушник» (15 листопада 2017
- переможець Міжнародного конкурсу ZeitGlas-2017 за краще оповідання (II місце).